# Lisa Larsson
Lisa Larsson (* 14. Februar 1967 in Växjö församling, Kronobergs län) ist eine schwedische Opernsängerin (Sopran).

## Leben
Larsson begann ihre musikalische Karriere als Konzertflötistin, bevor sie in Basel Gesang studierte. Von 1993 bis 1995 trat sie im Internationalen Opernstudio des Opernhauses Zürich unter Franz Welser-Möst, Nikolaus Harnoncourt, Christoph von Dohnanyi und anderen auf.
In der Saison 1995/1996 trat sie in der Rolle der Papagena in Mozarts Zauberflöte unter Riccardo Muti an der Mailänder Scala auf. In der gleichen Saison trat sie auch in der Zürcher Oper, der Opéra de Lausanne und der Komischen Oper Berlin auf, sang die Adele aus Strauss’ Die Fledermaus beim Ludwigsburg-Festival und war bei den Hamburger Opernwochen in Bizets Carmen und Verdis Don Carlos unter Ralf Weikert zu hören.
1996/1997 war Larsson als Mitglied der Basler Oper als Amor in Glucks Orfeo ed Euridice, als Susanna in Mozarts Le nozze di Figaro und als Oscar in Verdis Un ballo in maschera zu hören. Im Folgejahr debütierte sie an Det Kongelige Teater in Kopenhagen und sang bei den Salzburger Osterfestspielen 1998 die Xenia aus Mussorgskis Boris Godunow unter Claudio Abbado. In den nächsten Jahren trat sie bei den Festivals von Aix-en-Provence und Montreux und dem Glyndebourne Opera Festival auf und hatte Engagements am Det Kongelige Teater, der La Monnaie und der Opéra de Nancy.
Als Oratoriensängern arbeitete Larsson u. a. mit Claudio Abbado und den Berliner Philharmonikern, mit dem Orchestra of the Age of Enlightenment und Nicholas McGegan, mit dem Tonhalle-Orchester Zürich unter Christopher Hogwood, Claus Peter Flor und Ton Koopman, mit dem Amsterdam Baroque Orchestra & Choir unter Ton Koopman, mit John Eliot Gardiner bei Festivals in Strasbourg, St. Denis und Aldeburgh, mit Peter Schreier in Kopenhagen und mit Martin Haselböck in Wien.
Auf CD nahm Larsson u. a. das Weihnachtsoratorium, das Magnificat und mehrere Kantaten Johann Sebastian Bachs unter Ton Koopman sowie Robert Schumanns Manfred unter Mario Venzago auf.
2020 wurde Larsson mit dem königlichen Kulturorden Litteris et Artibus ausgezeichnet.